# Hilarigona brachygastra
Hilarigona brachygastra är en tvåvingeart som beskrevs av Philippi 1865. Hilarigona brachygastra ingår i släktet Hilarigona och familjen dansflugor. Inga underarter finns listade i Catalogue of Life.